# 자살
자살(自殺, 영어: suicide)은 스스로의 의지로 자신의 목숨을 끊는 행위를 말한다. 스스로 죽인다는 뜻인 자살이라는 단어가 부정적 함의를 담지한다는 인식에서 자사(自死)라고도 한다. 자살의 원인은 다양하다. 자살의 맥락은 가난, 실업, 부조리, 범죄, 질병 등 개인적인 차원과 사회적인 차원에 걸쳐서 존재한다. 안락사도 자살의 일종으로 볼 수 있다.
대한민국의 언론 등에서는 극단적 선택이라는 표현을 사용하나 이 용어에 대한 논란이 있다.

## 개요
자살은 부정적인 함의를 지니고 있는 경우가 많다. 정신적 압박을 비롯한 개인의 어려움을 드러내는 지표이자 집단적으로 나타날 경우 사회적 위기의 징후이기도 하다. 자살률이 높은 사회는 그 이면의 사회경제적 모순을 해결하지 못하고 있거나 구조적 불화를 겪고 있을 가능성이 높다.
대한민국은 OECD 가입국 중 자살률이 가장 높은 국가들 가운데 하나다. 노년층의 자살이 차지하는 비중이 높은 것이 특징인데, 이는 높은 노인 빈곤율과 무관하지 않다. 세계적으로도 대부분 경제적 문제로 인한 자살이 흔하다.
죽음이 위치한 맥락에 따라 자살은 각기 다른 의미가 부여될 수 있다. 이를테면 스스로 삶을 중단하는 행위라는 점에서 광의의 자살과 자결은 같은 의미이지만 그 죽음이 위치한 사회적 맥락에 따라 자결은 일반적인 자살과는 다른 의미로 사용된다. 자살이 소극적이며 그 자체가 목적인 행위라면 자결은 적극적이며 다른 목적을 달성하기 위한 극단적인 수단이라는 것이다. 역사적으로 자결은 사회적 메시지를 전달하는 강력한 수단으로 여겨져 왔다. 한국 사회의 역사적 맥락에서 ‘열사’로 지칭되는 이들은 그 대표적인 사례이다.
자살자가 남긴 유서는 자살의 동기와 자살자의 심리적 정황을 추측할 수 있게 한다. 자살의 원인은 단정적이지도 논리적으로 설명 가능하지도 않은 매우 복잡한 심리 상태와 관계적 맥락에 있으므로 이를 알아내기 위해서는 그의 개인적인 측면을 살펴보는 섬세한 접근이 필요하다. 이러한 배경에서 심리적 부검의 중요성이 부각되기도 하였다.

## 자살의 원인
자살이 발생하는 원인이나 자살을 선택하는 이유로는 여러 가지가 제시되었으며, 자살자들이 직접 남긴 유서를 통해서도 추측할 수 있다. 구체적으로는 정신질환, 고통, 짝사랑, 스트레스, 정신적 피해, 비탄, 철학적이거나 이념적인 이유, 처벌이나 견디기 힘든 환경을 피하기 위해, 죄책감이나 부끄러움, 심각한 상해, 금전 손실, 자기 희생, 군사 및 사회 전략의 일부로서(자살 공격 참고), 삶에 아무런 가치도 없다는 생각(부조리주의, 비관주의, 허무주의 참고), 종교적 컬트의 일부로서(인민사원신도들의 집단자살사건 등), 외로움, 명예를 회복하기 위해(할복 참고) 등이 있다.

### 명예를 위한 자살
명예를 위한 것으로, 수치를 면하기 위한 자살이다.
고대 로마와의 전쟁에서의 패배로 로마군에게 쫓기던 한니발 장군의 자살이나 네로 황제가 스승인 세네카에게 자살을 명한 사건을 명예를 지키기 위한 자살의 사례로 볼 수 있다. 소설 《쿠오바디스》에도 저명한 예술가이자 네로 황제의 측근인 페트로니우스가 자신이 모시던 황제에게 숙청 당하기 전에 미리 자살했다는 내용이 나온다.
또 다른 예로 일본의 할복 자살을 들 수 있다. 사무라이가 주군을 잘못 모셔 주군에게 피해가 갔을 때, 혹은 주군이 사망해 다른 주군을 모셔야 할 때 원래 주군의 명예를 지키기 위해 할복하는 경우도 있다. 일본의 전국 무장 오다 노부나가도 반란군에 잡혀 수치를 당하기 전에 자결하였다. 일본의 사무라이는 자신들의 실수나 죽음을 불명예로 여겨 할복하는 것을 명예로 여겼다. 이러한 생각은 제2차 세계 대전 때에 사용된 가미카제에서도 잘 나타난다.

### 사회혁명을 위한 자살
2003년에는 성소수자 인권 운동과 성소수자 차별 철폐를 주장했으나 묵살당하자,  4월 26일 성소수자 인권운동가 육우당이 서울 동대문에서 성 소수자의 인권을 외치며 유서 3장을 남기고 자살하였다. 독실한 천주교인이자 시인, 작가였던 육우당은 게이, 동성애자라는 이유로 멸시받고 차별받는 것에 저항, 동성애자 인권 운동과 양심적 병역 거부에 참여하였으며, 청소년 보호법의 동성애 유해매체 지정 철폐 운동을 벌였다. 그러나 일부 단체에서는 소돔과 고모라이며 저주받은 악마라는 악플과 비판을 받았다. 육우당은 성소수자 차별 철폐를 주장하며 "내가 믿는 하나님은 나를 받아줄 것이다"라는 유언을 남기고 자살하였다. 베트남에서는 남베트남 정부가 사회주의 혁명가를 탄압하자 이에 항의하여 승려가 분신자살을 하기도 했고,(틱광득 승려) 중국으로부터의 독립을 주장하는 티베트 불교의 승려들이 분신 자살을 하기도 한다.

### 철학적 사유로 인한 자살
오토 바이닝거는 천재가 아니면 죽는 것이 낫다는 자신의 의지에 따라 자살을 했다.

### 스트레스로 인한 자살
1970년대 중반부터는 초등학생들까지도 자살을 하고 있다. 자살의 원인은 부모의 강압에 의한 지나친 과외 교육 등도 있으며 무리한 학업부담과 사회적인 고립 등도 있다. 또는 아동학대, 지나친 폭력과 욕설로 자살하는 경우가 많다. 대학생들 또는 직장인들도 신변을 비관하여 자살하는 경우도 많다.

### 사이비종교로 인한 집단 자살
1978년 가이아나 인민사원사건이나 1987년 오대양 집단자살 사건, 1994년과 1995년에 연달아서 두 차례씩 발생한 태양사원 사건, 1997년 천국의 문, 1998년 영생교회 집단소사 사건 등과 같이 사이비종교에서 교주까지 포함한 신도들이 집단 자살을 하는 경우도 있다. 이는 보통 교주의 신격이 깨지거나, 교주의 비리가 드러나 더 이상 사이비 종교가 유지될 수 없게되었을 때, 혹은 종말론으로 인해 이러한 일이 발생한다.

## 자살에 대한 관점

### 의학
현대 의학은 자살을 정신건강의 문제로 보고 있다. 정신건강 전문가들은 환자의 자살 신호를 감지하기 위한 훈련을 받으며, 자살을 시도했거나 심각하게 고려하고 있는 사람을 응급 진료의 대상으로 판단한다. 특히 도파민이나 세로토닌 같은 두뇌화학물질과 연관된 우울증이 있는 사람은 자살 위험이 높은 것으로 본다.

### 법률
고대 아테네에서는 국가의 승인 없이 자살을 행한 사람에 대해 일반적인 장례의 명예를 박탈했다. 자살자의 시체는 도시 변두리에 비석 없이 홀로 매장되었다. 프랑스의 루이 14세는 1670년에 보다 엄한 처벌을 명하는 법령을 발표했는데, 자살한 자의 몸을 얼굴이 땅에 닿은 채로 길거리에 끌고 다니고, 그 뒤에는 쓰레기 더미에 매달거나 던져 버리라 하였다. 또한 자살자의 모든 재산은 몰수되었다. 현대에는 대체로 자살을 범죄로 보지 않지만, 여기에도 국가나 경우에 따른 예외가 있다. 영국은 1961년에 자살 시도를 범죄에서 제외하기 전까지 자살을 재산 몰수로 처벌하였으며,  1960년대부터 자살은 자신의 자유의지이므로 범죄가 아니라는 여론이 등장, 1961년 자살법이 제정됨으로써 사라지게 되었다.

#### 미국
과거 미국에서도 역사적으로는 몇몇 주에서 자살이 중죄로 규정된 적 있지만, 실제 재판이나 처벌은 거의 이루어지지 않았다. 1963년까지도 노스다코타, 사우스다코타, 워싱턴, 뉴저지, 네바다, 오클라호마 등 여섯 개 주는 자살 시도를 범죄로 취급했으나, 1990년대 초반에는 두 주만이 자살을 범죄로 보았으며, 그 뒤로 이들 두 주도 해당 법률을 폐지했다. 몇몇 주에서는 여전히 자살이 불문화된 "보통법적 범죄"로 여겨진다. 몇몇 법학자들은 이를 인간 자유의 문제로 보는데, 미국 시민 자유 연합 회장인 내딘 스트로센은 다음과 같이 말했다. "정부가 어떻게 삶을 끝낼지를 결정하고 강요하는 것...은 특정한 상황에서는 잔혹하고 선례 없는 처벌로 볼 수 있는데, 이 유추는 스티븐스 판사가 죽을 권리에 대한 재판에서 제시한 매우 흥미로운 의견에서 나왔습니다." 일부 지역에서는 자살 역시 개인의 선택으로 간주하여 범죄로 보지 않는다.

#### 자살조력
그러나 많은 사법권에서 남의 자살을 돕는 행위는 범죄로 취급된다. 직접적인 도움만을 제한하는 경우도 있고, 간접적이거나 언어적인 도움도 제한하는 경우도 있다. 그러나 허용된 절차에 따라 의료인이 자살에 도움을 준 경우는 이 처벌 대상에서 제외되기도 한다. 
안락사 또는 조력사는 일부 국가에서는 범죄가 되지만 미국의 일부 주와 스위스에서는 범죄로 취급되지 않는다. 이에 따라 인접 독일, 프랑스 등 일부 국가에서 조력자살 또는 조력사를 목적으로 스위스를 방문하는 일이 있다.

#### 호주
오스트레일리아의 빅토리아주에서는, 자살 자체는 더 이상 범죄가 아니지만, 집단 자살에 참가, 시도했다 살아남은 사람은 과실 치사로 처벌될 수 있다. 또한 다른 사람이 자살을 시도하도록 격려하거나 돕는 행위는 범죄이며, 주 법은 어떤 사람이든 다른 사람의 자살을 막기 위해 "정당하게 필요할 수 있는 완력"을 사용할 수 있다고 명시적으로 허용하고 있다.

#### 대한민국
대한민국 형법에서 자살은 무죄이나, 형법 252조 2항 자살교사방조죄와 형법 253조 위계위력살인죄를 처벌하고 있다. 자살교사방조죄는 타인이 자살하도록 교사하거나 자살을 방조하는 것을 말하며, 위계위력살인죄는 위계나 위력으로 자살을 교사 또는 방조하는 경우를 말한다.

### 종교
보편적인 종교의 관점에서 자살은 죄로 간주되며, 내세에서 불이익을 받게 된다. 특히 유대교와 기독교에서는 생명을 하느님의 주권아래 있다고 보는 교의에 따라 자살을 회개가 불가능한 대죄로 여기고 있으며, 불교 역시 자살을 할 경우 내세가 지옥, 아귀도나 축생계로 정해질 정도의 중대한 죄로 간주한다. 한편, 유교에서는 자살이 국가, 임금, 부모 등에 불충이나 불효 정도로 상대적으로 가벼운 행위이며 이유가 있거나 정당한 자살로도 지옥에 갈 정도는 아니다. 자이나교에서는 예외적으로 자살을 허용하고 있으며 이러한 자살을 용인하는 사실 때문에 고대때부터 불교의 비판을 많이 받아왔고, 육사외도로 분류되는 결정적 원인이 되었다. 자살을 용인하는 이유는 "태어난 이후부터 이 몸은 오롯이 자신의 것이며 이 신체의 자유를 박탈할 권리도 오롯이 자신에게 있다"는 것이 자이나교에서 말하는 핵심으로 보인다. 라즈니쉬의 저서에 이와 관련된 이야기가 많다.

#### 기독교와 유대교
기독교와 유대교에서는 성경에 기록된 십계명 제 5계명에 의하면 "살인하지 말라"고 하였으니 자살은 십계명에 어긋나고, 자살 후 회개할 수 없으므로 영원한 죄에 빠진다고 가르쳤다. 하지만 일본의 가톨릭 사회선교단체인 카리타스에서는 자살을 죄악으로 여기는 가톨릭교회의 생각이 자살자에 대해 차가운 심판자의 태도로 차별을 조장해 왔음을 인정하고, 고인과 유족을 위해 진심 어린 장례 미사와 기도를 하도록 각 교회 공동체에 호소했다. 또한 “불공평과 빈곤이 조장되는 사회, 인권과 생명의 존엄이 무시되는 사회"가 사람들이 자사하게 한다는 사실에 천착하여 자사라는 말을 쓰고 있다. 잉글랜드의 기독교 사상가인 토머스 모어도 《유토피아》에서 치료를 할 수 없는 질병이 있을 경우에는 환자가 공동체의 동의를 얻어 안락하게 자사를 하도록 해야 하며, 그 외 자사는 중대한 죄로 여겨 장례를 치르지 않게 해야 한다고 보았다.

## 나라별 자살

### 대한민국
2017년 한국의 자살률은 10만 명 당 24.3명으로 OECD(경제협력개발기구) 가입국 34개국 중 1위였다. 그러나 2018년에는 OECD에 새로 가입한 리투아니아(26.7명, 2016년 기준)가 1위를 기록, 한국은 35개국 중 2위가 되었다가 다시 1위가 되었다. 노인 자살률 역시 한국이 리투아니아보다 더 높은 것으로 나타났다.

### 조선민주주의인민공화국
조선민주주의인민공화국에서 자살자는 조국에 대한 반역자로 취급하며, 유가족들은 출신 성분 강등 등의 불이익을 받을 수 있다.

## 자살 예방 캠페인

### 세계 자살 예방의 날
세계 보건 기구(WHO)와 국제자살예방협회(IASP)에서 9월 10일을 세계 자살 예방의 날(World Suicide Prevention Day)로 지정하여 매년 전 세계에서 자살 예방을 위한 활동을 펼치고 있다.

### 자살 예방 시민 옴부즈맨
서울특별시는 각계각층의 시민 총 100명으로 구성된 '자살 예방 시민 옴부즈맨'을 현재 운영하고 있다. 이들은 네이버, 네이트, 싸이월드, 다음 등과 같은 인터넷 포털사이트, 카페, 블로그 및 트위터, 페이스북 등과 같은 소셜네트워크서비스(SNS) 등을 실시간으로 모니터링하며, 사이버 상에서 자살 위험이 감지되면 이 사실을 즉시 자살예방센터에 알려 사이버수사가 즉각 이뤄질 수 있게 하는 역할이다.

## 자살과 상관관계 연구

### 음주와 자살 사이의 상관관계
2007년부터 2009년까지의 한국의 자살자를 대상으로 혈중 알코올 농도를 검사한 결과 자살자의 48.4%가 자살 당시 음주 상태였으며, 여성이 남성보다 자살 당시 음주 상태였던 비율이 높았으며, 남성에 비해 혈중 알코올 농도가 2배 정도 높았다. 자살과 알코올은 연령별 변인에서 청장년층의 자살과 관련이 높은 것으로 나타났다.

### 미국 보스턴지역 고등학생의 자살 생각과섹스팅사이의 상관 관계
미국 매사추세츠주 뉴턴에 있는 교육발달센터(Education Development Center)는 섹스팅이 청소년들의 정서에 어떤 영향을 미치는지에 관한 연구로 미국 보스턴 지역 24개 고등학교에 다니는 2만 3000명의 청소년을 대상으로 설문조사를 하는 방식으로 행해졌고 그 결과 섹스팅을 경험한 청소년들은 일반 청소년에 비해 우울증에 걸릴 확률이 두 배 가량이었던 것으로 드러났으며, 섹스팅 경험자들 가운데 13%는 섹스팅을 한 기간 동안 자살을 생각한 적이 있는 것으로 나타났다. 이는 같은 기간 일반 청소년들이 자살을 생각한 비율 3%에 비해 10% 포인트가 높은 수치였다.

## 관련 서적
- 박형민. 《자살, 차악의 선택》. 이학사. 2010년. ISBN 9788961471329

## 같이 보기
- 자살률에 따른 나라 목록
- 자살 봉지
- 자해
- 가정불화
- 심리학
- 정신의학
- 청소년사이버상담센터
- 인터넷 자살
- 베르테르 효과